# Catocala mellitula
Catocala mellitula là một loài bướm đêm trong họ Erebidae.